# Estadio Municipal Prefeito Dilzon Luiz de Melo
El Estadio Prefeito Dilzon Luiz de Melo, popularmente conocido como Melão, es un estadio multiusos ubicado en la ciudad de Varginha, en el estado de Minas Gerais, en Brasil. Posee una capacidad para 15 500 personas y es el campo del Boa Esporte Clube, un equipo de la Serie B de Brasil.  
El estadio fue construido durante la administración del alcalde Dilzon Luiz de Melo, de 1983 a 1988, y en su honor lleva su nombre.
El partido inaugural se jugó el 7 de octubre de 1988, cuando el Atlético Mineiro venció al Flamengo de Varginha por 1-0. El primer gol del estadio fue anotado por Renato, del Atlético Mineiro.
El 10 de octubre de 1991, se jugó el primer partido de la Selección Brasileña en la ciudad de Varginha. El partido contra la Selección nacional de Yugoslavia supuso el regreso de Carlos Alberto Parreira como el técnico de la verdeamarehla. El partido finalizó 3-1 para el equipo local, con goles anotados por Luís Henrique, Müller y Raí.
El récord de asistencia del estadio asciende actualmente a 19 900 personas, y fue registrado el 12 de marzo de 1989, cuando el Flamengo de Varginha venció al Atlético Mineiro 1-0.